# Niznik-Insel
Die Niznik-Insel ist eine Insel vor der Rymill-Küste des Palmerlands auf der Antarktischen Halbinsel. Im nördlichen Abschnitt des George-VI-Sunds liegt sie gegenüber der Mündung des Eureka-Gletschers und südsüdöstlich der Rhyolith-Inseln.
Teilnehmern der Ronne Antarctic Research Expedition (1947–1948) entdeckten sie. Der US-amerikanische Polarforscher Finn Ronne, Leiter der Forschungsreise, benannte die Insel nach Theodore Thaddeus Niznik (1907–1963), einem Arzt aus Baltimore und Unterstützer der Expedition.